# Emilija Nikolova
Emilija Nikolova, coniugata Dimitrova (in bulgaro Емилия Николова Димитрова?; Šumen, 26 dicembre 1991), è un'ex pallavolista bulgara, nel ruolo di opposto.

## Carriera

### Club
La carriera di Emilija Nikolova, conosciuta dal 2017 anche col cognome da coniugata Dimitrova, comincia nel 2007 quando entra a far parte della squadra dello Slavia Sofia, militante nel massimo campionato bulgaro, passando quindi, nella stagione 2009-10, alle concittadine del Levski Sofia. Nella stagione 2010-11, dopo l'ingaggio da parte della Spes Conegliano, passa in prestito al Tomis Constanța in Divizia A1 rumena aggiudicandosi il campionato e la coppa nazionale. 
Nella stagione 2011-12 torna alla squadra veneta ma a metà campionato la società fallisce e nel gennaio 2012 passa al club turco dello Yeşilyurt per il resto dell'annata. Nella stagione 2012-13 torna nuovamente a Conegliano, nella nuova società dell'Imoco, dove resta per tre annate, prima di trasferirsi alla Savino Del Bene, sempre in Serie A1, per giocare la stagione 2015-16.
Nel campionato 2016-17 approda in Giappone, dove difende i colori delle NEC Red Rockets, in V.Premier League, vincendo lo scudetto. Nel campionato seguente ritorna nella Sultanlar Ligi turca, vestendo la maglia del Bursa BB, mentre in quella seguente si trasferisce nuovamente nella Divizia A1 rumena con la maglia del Târgoviște, senza tuttavia entrare mai in campo e terminando anzitempo la stagione per una gravidanza.
Torna in campo nel corso della stagione successiva, accettando la proposta delle campionesse di Bulgaria del Marica, in Superliga, con cui vince ancora uno scudetto. Dalla stagione 2020-21 difende i colori del PTT, ancora nella massima divisione turca, restandovi per due annate, al termine delle quali, per il campionato 2022-23, tornare a calcare i campi della Serie A1 italiana con il Casalmaggiore.
Si trasferisce poi negli Stati Uniti d'America, dove è di scena nella Pro Volleyball Federation 2024 con le Grand Rapids Rise: raggiunge la finale scudetto e viene premiata come miglior opposto, oltre a essere inserita nell'All-PVF First Team, annunciando il proprio ritiro al termine dell'annata.

### Nazionale
Dal 2008 ottiene le prime convocazioni con la nazionale maggiore, aggiudicandosi nel 2010 la medaglia d'argento all'European League e nell'edizione successiva quella di bronzo. Nel 2021 vince la medaglia d'oro all'European Golden League e indossa per l'ultima volta la casacca della nazionale al campionato europeo.

## Palmarès

### Club
- Campionato rumeno: 1

2010-11
- Campionato giapponese: 1

2016-17
- Coppa di Romania: 1

2010-11

### Nazionale (competizioni minori)
- European League 2010
- European League 2011
- European Golden League 2021

### Premi individuali
- 2014 - CEV: Matricola dell'anno della Champions League[11]
- 2024 - Pro Volleyball Federation: Miglior opposto
- 2024 - Pro Volleyball Federation: All-PVF First Team